# Grove City, Ohio
Grove City là một thành phố thuộc quận Franklin, tiểu bang Ohio, Hoa Kỳ. Năm 2010, dân số của thành phố này là 35575 người.

## Dân số
- Dân số năm 2000: 27075 người.
- Dân số năm 2010: 35575 người.